# (707) Steina
(707) Steina es un asteroide perteneciente al cinturón de asteroides descubierto el 22 de diciembre de 1910 por Maximilian Franz Wolf desde el observatorio de Heidelberg-Königstuhl, Alemania.
Está nombrado en honor del señor Stein, benefactor del observatorio de Breslavia.

## Características orbitales
Steina forma parte de la familia asteroidal de Flora.